# William C. Pfefferle
William C. Pfefferle (24 de abril de 1923 - 28 de diciembre de 2010) fue un científico e inventor estadounidense.

## Biografía
Pfefferle estudió ingeniería química en la Universidad de Drexel. Obtuvo un doctorado en química física en la Universidad de Pensilvania.
De 1952 a 1956, trabajó en Standard Oil de Indiana (ahora parte de BP).
En 1956 se trasladó a Engelhard Industries, en Iselin, Nueva Jersey. En Engelhard inventó el "Magnaforming", una técnica con la que hoy se fabrica gran parte de la gasolina mundial. Fue pionero de la "catálisis mediada por permeación" y desarrolló las pilas de combustible de ácido fosfórico.
Apodado el "padre de la combustión catalítica", Pfefferle inventó la cámara de combustión catalítica original para motores de turbina de gas a principios de la década de 1970. Las turbinas de gas funcionan mezclando combustible con aire comprimido y calentado, que se quema y genera energía para hacer girar las turbinas. Desafortunadamente, durante este proceso se emiten gases de óxido de nitrógeno, que contribuyen al calentamiento global. Pfefferle desarrolló un proceso que utiliza un catalizador para permitir la combustión mientras se forman cantidades mínimas de óxidos de nitrógeno y monóxido de carbono.
En 1977, Pfefferle fundó William C. Pfefferle Associates, empresa que mantuvo hasta 1986. Trabajó en varios proyectos, incluido un sistema de vapor de fondo de pozo para quemar petróleo pesado para Dresser Industries.
En 1986, Pfefferle cofundó Precision Combustion en North Haven, Connecticut. Pfefferle ayudó a desarrollar tecnologías de combustión catalítica limpias y eficientes para motores de combustión. También inventó el reactor catalítico "Microlith" para automóviles y procesamiento de combustibles, y la cámara de combustión catalítica RCL para turbinas de gas terrestres.
Pfefferle recibió el premio a la turbina de gas de la Sociedad Estadounidense de Ingenieros Mecánicos (ASME) en 2003. También en 2003, recibió el Premio a la Innovación Industrial de la American Chemical Society (ACS). Le sobrevivió su esposa Eleanor, con quien se casó en 1950.

## Honores y galardones
- 1990. Miembro del Salón de la Fama de Inventores de Nueva Jersey
- 2003. Galardonado con el Premio a la Innovación Industrial de la Sociedad Química Americana

## Patentes estadounidenses
Pfefferle poseía más de 100 patentes, incluso sobre dos procesos principales, a saber, combustión catalítica y magnaformación:
- 3.928.961 - Combustión térmica asistida catalíticamente. Se trata de la patente básica de un grupo de más de diez que abarcan la tecnología para quemar combustibles en sistemas de combustión continua (como turbinas de gas y hornos) sin formación de contaminantes y mejorando al mismo tiempo la eficiencia.
- 3.392.107 - Magnaformación. Este proceso para aumentar el octanaje se utiliza ahora para producir gran parte de la gasolina mundial, mejorando el rendimiento del producto y alargando la vida del catalizador.

Pfefferle también es titular de otras numerosas patentes relacionadas con el método catalítico, la combustión y temas afines.

## Trabajo publicado
- Un sistema compacto de combustión catalítica para pequeños turbogeneradores. ASME International Joint Power Conference, 1997 (con G.Kraemer, T. Strickland y J. Ritter).
- Silenciador catalítico compacto de alta eficiencia para motores de servicios públicos, Problemas en la tecnología de control de emisiones, SAE, 1997 (con S. Etemad, R. Sun y S. Roychoudhury).
- Desarrollo y rendimiento de preconvertidores de apagado automático Microlith para LEV/ULEV . Low Emission Vehicle Technologies, SAE, 1997 (con S. Roychoudhury, G. Muench, J. Bianchi y F. Gonzales).
- Resultados experimentales y de modelado para un combustor catalítico de gas avanzado para motores de turbina de gas . Tercer Taller de Combustión Catalítica, AIChE, 1996 (con H. Karim y G. Kraemer).
- Incineración estabilizada catalíticamente de hidrocarburos clorados. Serie de tecnologías innovadoras para el tratamiento de desechos peligrosos, H. Freeman, ed., Technomic Publishing Company, 1990.
- Catálisis y Combustión . Catalysis Reviews, J. Carberry, ed., 1987 (con LD Pfefferle).
- Combustión estabilizada catalíticamente . prog. Peine de energía. Science, NA Chigier, ed., Pergamon Press, 1986 (con LD Pfefferle).